# Людина з майбутнього
«Людина з майбутнього» (O Homem do Futuro) — бразильська науково-фантастична романтична комедія 2011 року режисера Клаудіо Торреса. Фільм знімали в Паулінії та Кампінасі

## Про фільм
Зеро — геніальний вчений. Однак 20 років тому він був публічно принижений, коли втратив Гелену, кохання всього свого життя.
Одного разу випадковий досвід з одним із його винаходів спонукає вченого подорожувати в часі до 1991 року.
Скориставшись можливістю змінити історію, Зеро повертається у власний час, аби здійснити цілковиту зміну.

## Знімались
| Актор                 | Роль          |
| --------------------- | ------------- |
| Вагнер Моура          | Зеро          |
| Алінн Мораєс          | Гелена        |
| Марія Луїза Мендонса  | Сандра        |
| Габріель Брага Нуньєс | Рікардо       |
| Малу Родрігес         | Алуна         |
| Грегоріо Дювів'є      | Гравер в 1991 |
| Родольфо Боттіно      | Бармен        |
| Жан П'єр Ноер         | Мейєр         |
| Рожеріо Фроес         | Жуіз          |